# 乔治·罗林森
乔治·罗林森（1812年11月23日—1902年10月6日）是一位英国历史学家和基督教神學家，出生于英国牛津郡查德林顿，1861–1889年间任牛津大学布雷齐诺斯学院的卡姆登古代史教授，主要作品有《古埃及史》（History of Ancient Egypt）等。乔治·罗林森也是东方学家亨利·C·罗林森的弟弟。